# Cave Creek
Cave Creek är en stad (town) i Maricopa County, i delstaten Arizona, USA. Enligt United States Census Bureau har staden en folkmängd på 5 100 invånare (2011) och en landarea på 98,2 km².